# The Bold Ones: The Senator
The Bold Ones: The Senator ist eine US-amerikanische Fernsehserie, die von 1970 bis 1971 lief. Sie wurde von A. J. Russell, S. S. Schweitzer entwickelt. Die Hauptrollen spielten Hal Holbrook und Michael Tolan. Die Politserie ist Teil der Wheel series The Bold Ones.

## Inhalt
Hays Stowe, im Pilotfilm noch ein junger Jurist, kommt mit Frau Ellen und seiner Tochter Norma als neuer Senator seines ungenannten Staates und damit als Nachfolger seines Vaters nach Washington. Unterstützt von seinem Berater Jordan Boyle kämpft der idealistische Senator mit verschiedenen politischen Herausforderungen der Zeit wie Korruption, Luftverschmutzung oder der Behandlung von Minderheiten. In einer Doppelfolge leitet er einen Untersuchungsausschuss zu einem Vorfall, der stark an das Kent-State-Massaker angelehnt ist, das sich wenige Monate vor dem Serienstart ereignet hatte.

## Hintergrund
The Bold Ones: The Senator ersetzte in der Wheel Show die Serie The Bold Ones: The Protectors, teilte dann aber das Schicksal dieser Serie nach nur einer Staffel trotz guter bis sehr guter Kritiken eingestellt zu werden.

## Besetzung
| Schauspieler  | Rollenname         | Folgen | Jahre     |
| ------------- | ------------------ | ------ | --------- |
| Hal Holbrook  | Senator Hays Stowe | 0–8    | 1970–1971 |
| Michael Tolan | Jordan Boyle       | 1–8    | 1970–1971 |
| Sharon Acker  | Ellen Stowe        | 0–3, 6 | 1970–1971 |

## Episoden
| Nr. | Originaltitel                        | Erstausstrahlung Vereinigte Staaten | Regie            | Drehbuch                     | Gastdarsteller                                                                       |
| --- | ------------------------------------ | ----------------------------------- | ---------------- | ---------------------------- | ------------------------------------------------------------------------------------ |
| 0   | A Clear and Present Danger 1         | 21. März 1970                       | James Goldstone  | A. J. Russell, Howard Rodman | E. G. Marshall, Jack Albertson, Pat Hingle, Michael Bell                             |
| 1   | To Taste of Death But Once           | 13. Sep. 1970                       | Daryl Duke       | Joel Olianski                | Gerald S. O’Loughlin, Michael Bell, James Wainwright                                 |
| 2   | The Day the Lion Died                | 4. Okt. 1970                        | Daryl Duke       | Leon Tokatyan                | Will Geer, Frank Maxwell, Ann Doran, Peter Brocco, Michael Fox                       |
| 3   | Power Play                           | 1. Nov. 1970                        | Jerrold Freedman | Ernest Kinoy                 | Burgess Meredith, Anna Lee, Holly Near, Jason Wingreen                               |
| 4   | A Continual Roar of Musketry: Part 1 | 22. Nov. 1970                       | Robert Day       | David W. Rintels             | Edward Binns, Bernie Hamilton, John Randolph, Laurence Luckinbill, Randolph Mantooth |
| 5   | A Continual Roar of Musketry: Part 2 | 29. Nov. 1970                       | Robert Day       | David W. Rintels             | Edward Binns, Bernie Hamilton, John Randolph, Laurence Luckinbill, Randolph Mantooth |
| 6   | Someday, They’ll Elect a President   | 17. Jan. 1971                       | John Badham      | Leon Tokatyan                | Murray Hamilton, John Randolph, Dana Elcar, Kermit Murdock                           |
| 7   | George Washington Told a Lie         | 7. Feb. 1971                        | Daryl Duke       | Joel Olianski                | Reni Santoni, Louise Sorel, Malcolm Atterbury, Robert Donner                         |
| 8   | A Single Blow of a Sword             | 28. Feb. 1971                       | John Badham      | Jerrold Freedman             | David Sheiner, Lincoln Kilpatrick, Logan Ramsey, Mel Stewart                         |

## Kritiken
Joe Corey findet die Serie einfach großartig und fragt sich, warum sie trotz der fünf Emmys so früh abgesetzt wurde.
Wesley Hyatt meint in seinem Buch über die Emmy-Preisträger, The Bold Ones: The Senator unterscheide sich von den anderen Serien von The Bold Ones darin, dass es sehr entschieden aktuelle Streitpunkte aufgriff. Als Beispiel nennt er die Episode George Washington Told a Lie, in der ein Indianerreservat einem Dammprojekt weichen soll. Die Folge habe sich ohne ablenkende Liebesgeschichte oder auch nur Musik auf das Thema konzentriert. Er macht diese Konzentration aber auch für das frühe Absetzen der Serie verantwortlich.

## Auszeichnungen
Für eine Serie, die nur aus einer Staffel mit neun Folgen besteht erhielt The Bold Ones: The Senator 1971 außerordentlich viele Awards und Nominierungen.
- Bei den Golden Globes war die Serie in der Kategorie Beste Fernsehserie – Drama nominiert. Der Preis ging aber an die Serie Medical Center.
- Bei den Emmy Awards gab es elf Nominierungen, von denen fünf gewonnen wurden. Die Kategorie Dramaserie ging an The Bold Ones: The Senator, die Kategorie Hauptdarsteller in einer Drama Serie an Hal Holbrook, der für die Folge A Clear and Present Danger auch in der Kategorie Hauptdarsteller (Einzelleistung) nominiert war. Der Award ging aber an George C. Scott für seine Leistung in einer Episode von Hallmark Hall of Fame. Die Kategorie Regie bei einem Drama/Einzelfolge einer Serie gewann Daryl Duke für die Folge The Day the Lion Died, unter anderem gegen John Badham für die Episode A Single Blow of a Sword. Auch in der Kategorie Drehbuch für eine Dramaserie gab es gleich zwei Nominierungen. Der Emmy ging an Joel Olianski für die Folge To Taste of Death But Once, David W. Rintels hatte dagegen das Nachsehen (für die beiden Teile von A Continual Roar of Musketry). Das gleiche Bild in der Kategorie Schnitt in einer Dramaserie: Hier gewann Michael Economu für A Continual Roar of Musketry gegen Douglas Stewart für To Taste of Death But Once. The Bold Ones: The Senator war auch in der Kategorie Beste Neue Serie nominiert, verlor aber gegen All in the Family. Außerdem war James Goldstone in der Kategorie Beste Regie in einem Filmdrama für A Clear and Present Danger nominiert. Der Preis ging an Fielder Cook.[3]
- Robert Day erhielt eine Nominierung für den Directors Guild of America Award in der Kategorie Fernsehen. Der Award ging an Lamont Johnson für den Fernsehfilm My Sweet Charlie.[4]
- Joel Olianski erhielt eine Nominierung für den Edgar Allan Poe Award für die Folge To Taste of Death But Once, verlor aber gegen E. Jack Neuman und Richard Alan Simmons für den Fernsehfilm Berlin Affair.[5]
- David W. Rintels gewann den Writers Guild of America Award in der Kategorie Dramaserie für die Doppelfolge A Continual Roar of Musketry.

## DVD
The Bold Ones: The Senator wurde am 16. Juni 2015 auf DVD veröffentlicht.